# Ensemble Schmiedstraße (Weilheim in Oberbayern)

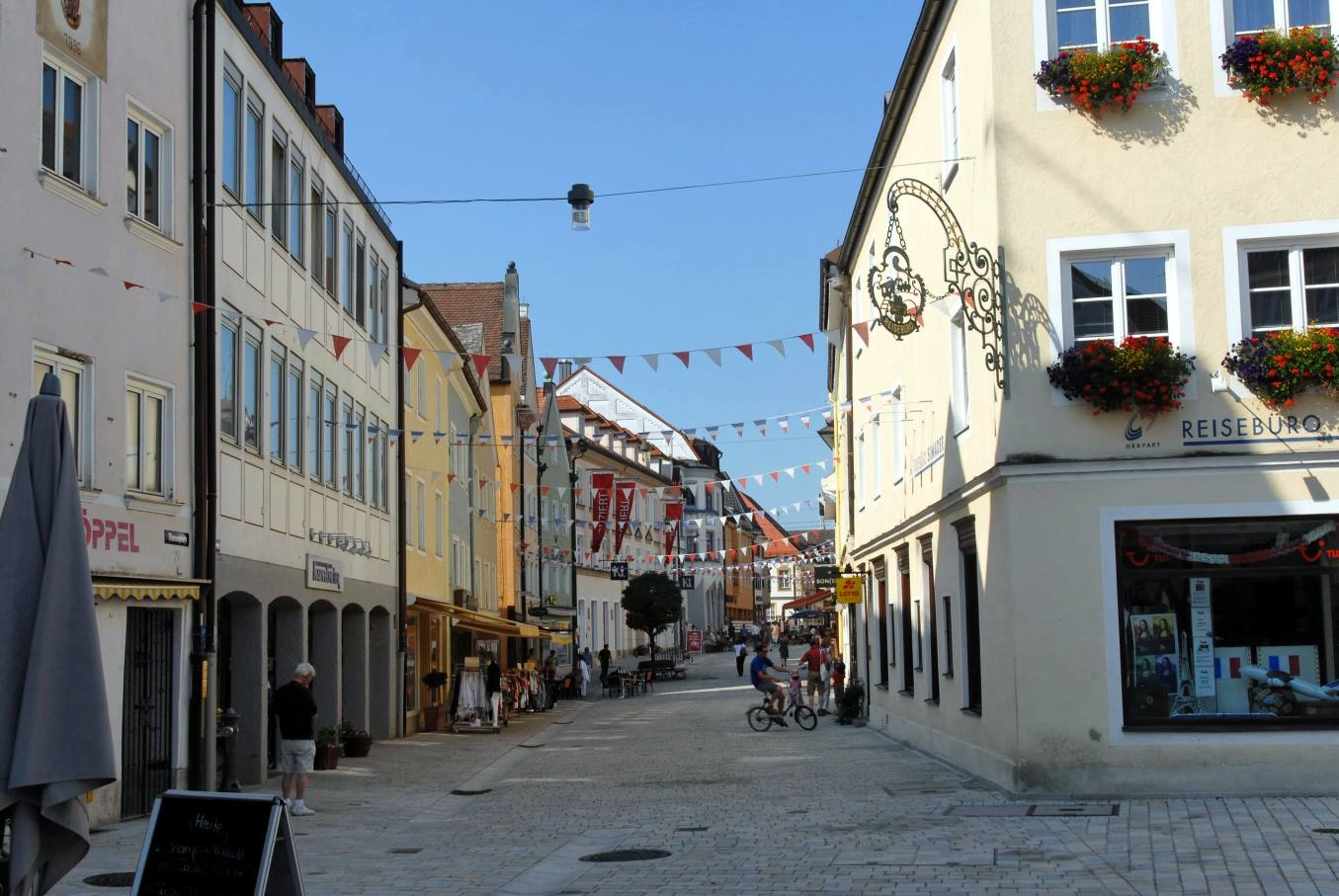
Schmiedstraße in Weilheim

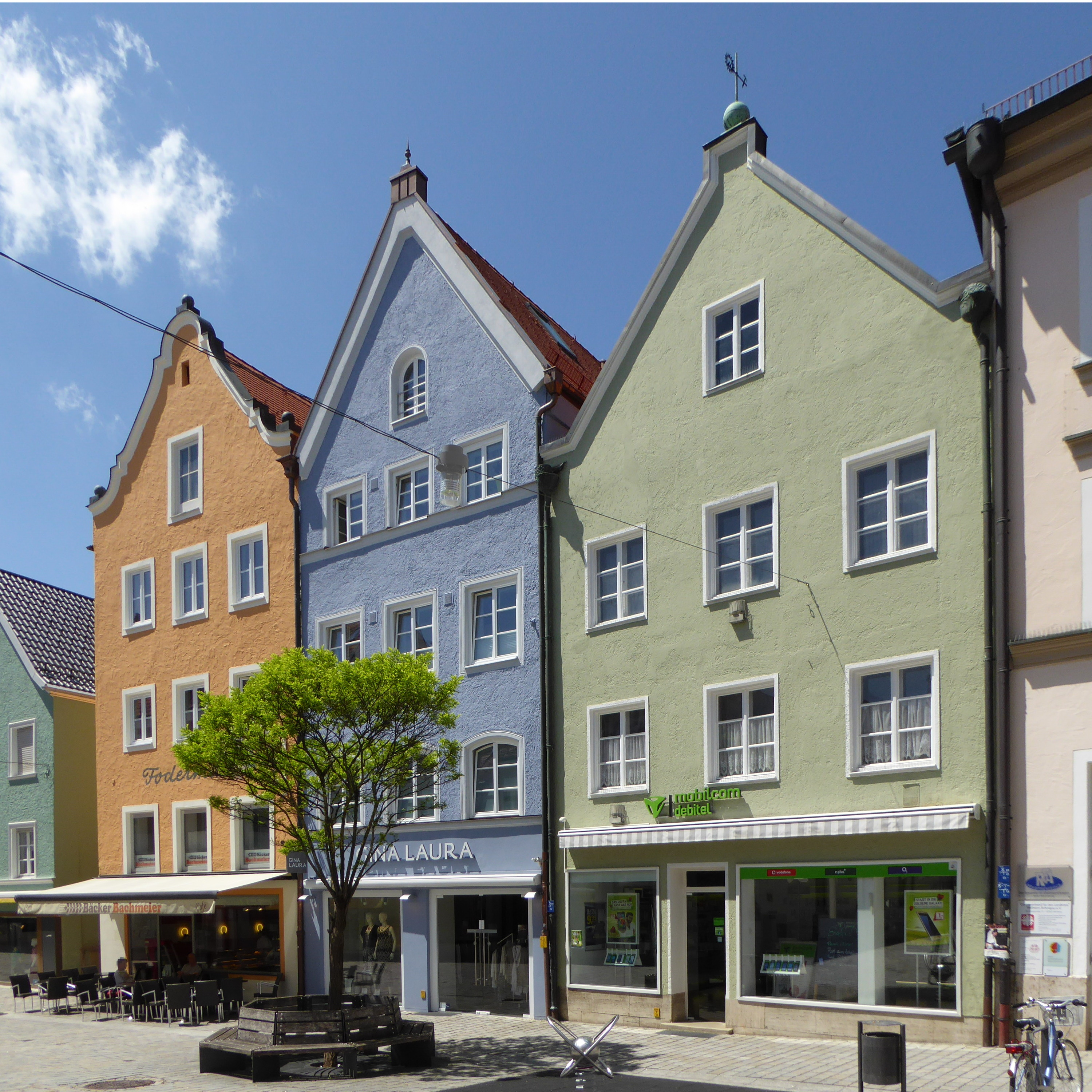
Schmiedstraße 9, 11 und 13

Das Ensemble Schmiedstraße in Weilheim in Oberbayern, der Kreisstadt des oberbayerischen Landkreises Weilheim-Schongau, ist ein Bauensemble, das unter Denkmalschutz steht.

## Beschreibung
Das Ensemble umfasst die nordwestlich des Marktplatzes ansetzende Schmiedstraße (mit den Gebäuden 1 bis 26, 28, 30 und 32) und endet am Bereich des 1873 abgerissenen Schmiedtores. Die Straße, in der zahlreiche Schmiede und Bildhauer arbeiteten und wohnten, war die nördliche Hauptachse zum und vom Zentrum der Stadt Weilheim. 
Die drei- bis viergeschossigen Bürgerhäuser des 16. bis 19. Jahrhunderts prägen mit ihrem Kontrast zwischen Traufseit- und Giebelfronten den Charakter des Ensembles. Im Erdgeschoss sind meist nachträglich Ladengeschäfte eingebaut worden, deren großflächige Schaufenster das Straßenbild stören. 
Ein Hinweis auf die ehemalige Funktion der Straße als überörtlicher Verbindungsweg war das um 1840/50 entstandene ehemalige Gasthaus Bräuwastl mit seiner breitgelagerten Fassade. Ein zu Beginn des 20. Jahrhunderts erfolgter Hotelanbau (Nr. 19) fällt durch sein repräsentatives Gepräge in den Formen des geometrischen Jugendstils unter den ansonsten einfach gestalteten Häusern auf. 
Gegenüber dem ehemaligen Gasthaus erhebt sich eine in Trauf- und Stockwerkshöhen sowie äußerer Gestaltung einheitliche Folge schlichter Häuser, die nach dem Brand von 1834 entstanden sind. Hervorzuheben ist auch eine Gruppe von vier giebelständigen Gebäuden gegenüber der Einmündung zur Eisenkramergasse, deren ältestes noch aus der zweiten Hälfte des 16. Jahrhunderts stammt.

## Einzeldenkmäler
- Schmiedstraße 9: Wohn- und Geschäftshaus
- Schmiedstraße 11: Wohn- und Geschäftshaus
- Schmiedstraße 13: Wohn- und Geschäftshaus